# Héctor Scarone
Héctor Pedro Scarone, född 26 september 1898, död 4 april 1967, var en fotbollsspelare från Uruguay. Han hade en central anfallsposition och deltog i Uruguays trupp i VM 1930 där laget vann guld. Han vann också fyra Sydamerikanska mästerskapen, samt två Olympiska guld. Han gjorde 31 mål på 51 landslagsmatcher, ett nationellt rekord som har stått sig sedan 1932.
Héctor var yngre bror till Carlos Scarone (född 1888), som även han var fotbollsspelare för bl.a. Uruguay, Nacional och CURCC. Bröderna är ej syskon till Roberto Scarone, även han fotbollsspelare och tränare för Uruguay.

## Spelarbiografi
Scarone föddes och växte upp i Uruguays huvudstad Montevideo. Hans familj kom ursprungligen från Savona, Ligurien. Han spelade en stor del av sin spelarkarriär i Nacional, där han blev ligamästare åtta gånger mellan åren 1916–1934. Han blev intresserad av att spela i spanska ligan, men spelade för Barcelona i bara sex månader. Efter avslutad karriär på planen blev Scarone tränare för spanska Real Madrid och Nacional. När han återvände till Nacional, återvände han som spelare vid 55 års ålder. Han ändrade sig efter ett par spelade matcher och blev därefter tränare.

## Meriter
Uruguay
- Copa América: 4 (1917, 1923, 1924, 1926)
- Olympiska spelen: 2 (1924, 1928)
- Världsmästerskapet i fotboll: 1 (1930)

 Nacional
- Primera División (ligasegrare): 8 (1916, 1917, 1919,1920, 1922, 1923, 1924, 1934)